# Joseph Loya

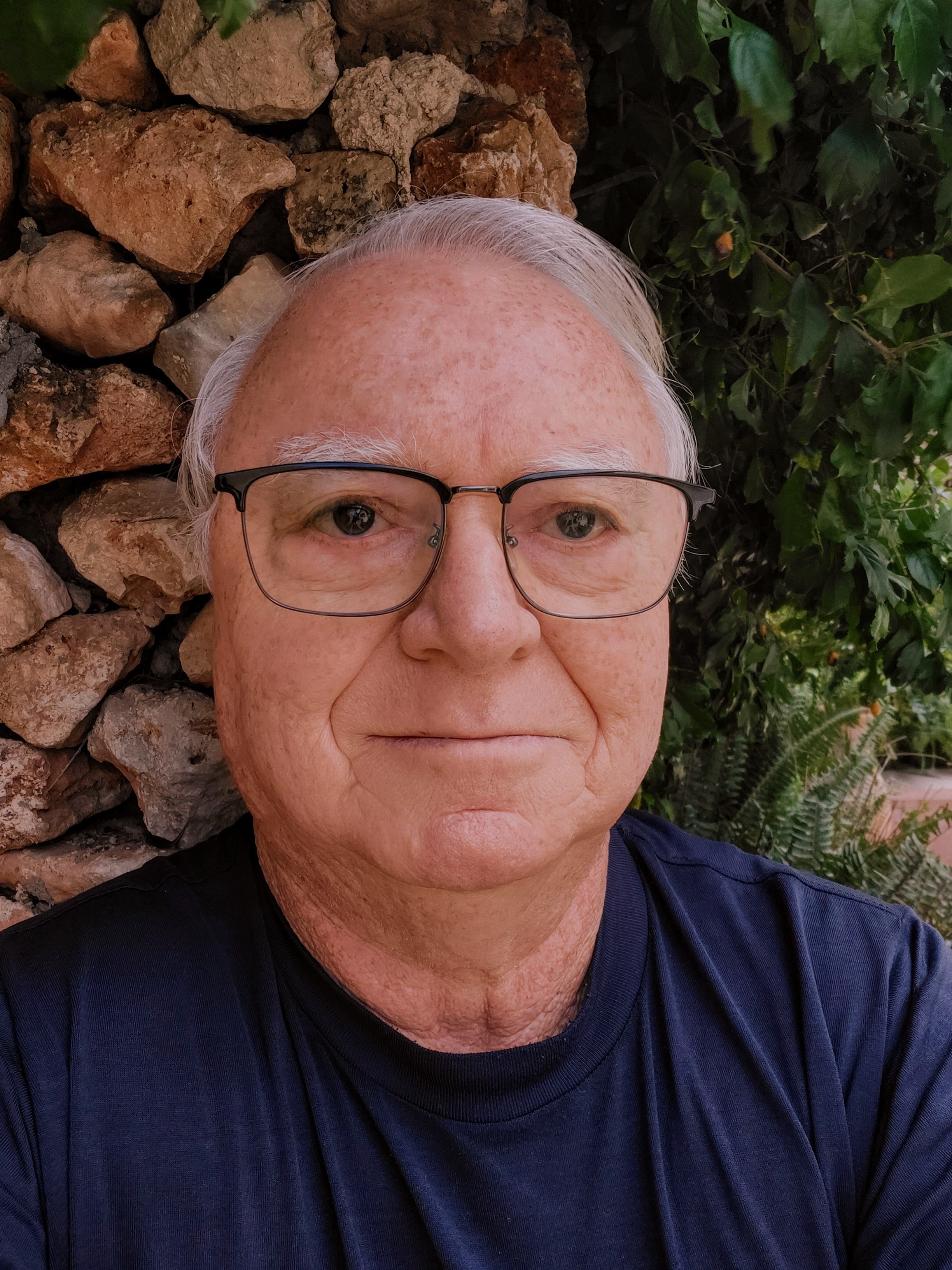
Joseph Loya

Joseph Loya (* 1942 in Bulgarien) ist ein israelischer Biologe und Experte für Korallenriffe.

## Leben
Joseph Loya wurde in 1942 in einer jüdischen Familie im heutigen Bulgarien geboren, die 1944 nach Israel emigrierte. In Tel Aviv besuchte er das  Neue Gymnasium und studierte von 1962 bis 1967 Biologie und Zoologie an der Tel Aviv University.
1971 schloss er seinen PhD in Ökologie an der Stony Brook University (New York) ab.
1971 bis 1972 verbrachte er ein Postdoc-Jahr an der Woods Hole Oceanographic Institution.
1977–1979 war er Vorsitzender der Israelischen Zoologischen Gesellschaft. Im Jahr 1980 wurde er zum Associate Professor an seine alma mater berufen und 1986 zum Full Professor befördert.
Von 1980 bis 1991 unternahm er sechs Schiffsexpeditionen ins Rotes Meer. Seit 2011 ist Loya emeritiert.

## Forschung
Joseph Loya hat sich unter anderem mit der Korallenbleiche beschäftigt.
Der von Loya entwickelte und 2004 veröffentlichte Deterioration Index zur Beurteilung des Gesundheitszustands eines Korallenriffs ist eine der meistzitierten Arbeiten im Bereich der Riffforschung.